# Hti Ranto Naro
Hti Ranto Naro is een bestuurslaag in het regentschap Aceh Timur van de provincie Atjeh, Indonesië. Hti Ranto Naro telt 353 inwoners (volkstelling 2010).